# Party (film, 1996)
Pour plus de détails, voir Fiche technique et Distribution.
Party est un film portugais réalisé par Manoel de Oliveira, sorti en 1996. Il est en sélection officielle à la Mostra de Venise 1996. Manoel de Oliveira remporte le Globo de Ouro du meilleur réalisateur en 1997.

## Synopsis
Léonor et Rogério, un couple de grands bourgeois habitant un somptueux palais dans les Açores, organise une garden party où tout le beau monde est invité. C'est l'occasion d'y faire venir leurs vieux amis Michel et sa maîtresse Irène, ex-actrice ayant joué Electre. Ainsi dévalent des discussions avisées sur les rapports humains, l'apparence qu'on donne à voir, les jeux de séduction et le bon et le mauvais amour qui nous lie. À ce propos, Michel éprouve des sentiments pour Léonor, ce qu'il déclare ouvertement tant son statut de vicieux est partagé et reconnu. Cinq ans après, ces quatre personnes se retrouvent autour d'un barracuda naturalisé pour poursuivre leurs échanges et, pour certains, mettre à exécution leurs velléités amoureuses.

## Fiche technique
- Titre français : Party
- Réalisation : Manoel de Oliveira
- Scénario : Manoel de Oliveira
- Pays d'origine : Portugal
- Format : Couleurs - 35 mm - 1,37:1 - Dolby
- Genre : comédie dramatique
- Durée : 95 minutes
- Date de sortie : 1996

## Distribution
- Michel Piccoli : Michel
- Irene Papas : Irene
- Leonor Silveira : Leonor
- Rogério Samora : Rogério
- Sofia Alves : Rapariga

## Distinctions
- 1996 : Globo de Ouro du meilleur réalisateur pour Manoel de Oliveira